# Georg König (SS-Mitglied)

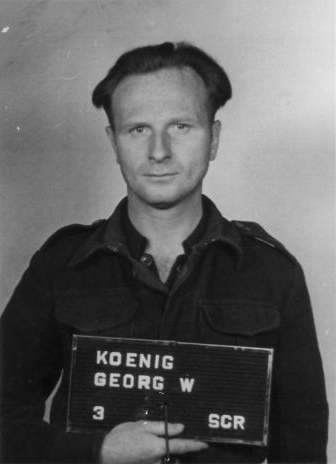
Georg König, 1947

Georg Wilhelm König (* 27. April 1911 in Meerane; † 3. Januar 1999 in Mannheim) war ein deutscher SS-Hauptscharführer, Block- und Kommandoführer im KZ Buchenwald und Rapportführer im KZ Mittelbau-Dora.

## Leben
Georg König war Sohn eines Färbers Wilhelm König. Seit Dezember 1932 war er Mitglied der SS (SS-Nummer 61.801). Zum 1. Mai 1933 trat er in die NSDAP ein (Mitgliedsnummer 1.908.380).
Im September 1939 wurde er zum KZ Buchenwald versetzt. König gehörte zum Kommandanturstab, wo er als Blockführer tätig war. König soll beim Kommando 99, dem Exekutionskommando des Konzentrationslagers, mitgewirkt haben. 1942 erhielt er das Kriegsverdienstkreuz II Klasse. Bis Ende 1942 wurde er auch als Ausbilder für Wachmannschaften eingesetzt. Ab Ende 1942 gehörte er der Vorbereitungslehrkompanie in Dachau an. Zudem besuchte er die SS-Junkerschule Braunschweig.
1943 wurde er Fahrdienstleiter im KZ Dora-Mittelbau. Vom September 1943 bis zum April 1945 gehörte er zum Kommandanturstab des KZ Mittelbau. Im Mai 1945 geriet er bei Heide in britische Kriegsgefangenschaft.
Nach seiner Verhaftung wurde König im Rahmen der Dachauer Prozesse im Dora-Hauptprozess angeklagt. Am 28. Juni 1947 wurde er wegen Verbrechen im KZ Dora zu lebenslanger Haft verurteilt, aber schon am 11. März 1955 aus dem Kriegsverbrechergefängnis Landsberg entlassen. Seit 1955 war er in Mannheim bei Daimler-Benz im Motorenbau beschäftigt.